# کربی لانزدیل
longitudeکربی لانزدیلlatitudeکربی لانزدیل
کربی لانزدیل (به انگلیسی: Kirkby Lonsdale) یک شهرک در انگلستان است که در کامبریا واقع شده‌است.

## خصوصیات
کربی لانزدیل ۱٬۷۷۱ نفر جمعیت دارد.